# جون دونينغ (مونتير)
جون دونينغ (بالإنجليزية: John Dunning)‏ هو مونتير أمريكي، ولد في 5 مايو 1916 في لوس أنجلوس في الولايات المتحدة، وتوفي في 25 فبراير 1991 في سانتا مونيكا في الولايات المتحدة.

## وصلات خارجية
- جون دونينغ على موقع IMDb (الإنجليزية)
- جون دونينغ على موقع ألو سيني (الفرنسية)
- جون دونينغ على موقع أول موفي (الإنجليزية)
- جون دونينغ على موقع قاعدة بيانات الأفلام السويدية (السويدية)
- جون دونينغ على موقع قاعدة بيانات الفيلم (الإنجليزية)